# آل مكوي (ملاكم)
آل مكوي (بالإنجليزية: Al McCoy)‏ مواليد 23 أكتوبر 1894 في نيو جيرسي - الوفاة 22 أغسطس 1966 في لوس أنجلوس، كان ملاكم أمريكي سابق صنّف ضمن فئة الوزن المتوسط.

## إحصائيات
خاض خلال مسيرته 157 نزالا، فاز في 73 وتعادل في 33 وخسر في 51. فاز بالضربة القاضية في 27 نزالا.

## روابط خارجية
- آل مكوي على موقع بوكس ريك (الإنجليزية) (registration required)